# RR Orionis
RR Orionis är en pulserande variabel av Mira Ceti-typ i stjärnbilden Orion. 
Stjärnan varierar mellan magnitud +9,1 och lägre än 14,7 med en period av 251,78 dygn.